# Józef Beck
Pour les articles homonymes, voir Joseph Beck (théologien) et Beck.
Le colonel Józef Beck, né le 4 octobre 1894 à Varsovie (Empire russe) et mort le 5 juin 1944 à Stănești (Roumanie), est un militaire et homme politique polonais, ministre des Affaires étrangères de la Pologne de 1932 à 1939.

## Biographie

### Origines et études
Sa famille est plutôt aisée. Sa famille paternelle était d'origine flamande (bien qu'installée depuis très longtemps en Pologne), sa mère était originaire de la région de Chełm. Son père était juriste et avait été persécuté par le régime tsariste en raison de son activisme politique indépendantiste.
Il naît à Varsovie le 4 octobre 1894, puis suit son père en exil à Riga jusqu'en 1900 où la famille fuit en Galicie occidentale (Autriche-Hongrie) à Limanowa.
Il part faire ses études à Cracovie, rentrant chez lui seulement pour les vacances. D'abord intéressé par la mécanique il intègre l'École polytechnique de Lwów pendant un an, puis mû par une plus grande ambition il choisit l’Exportakademie de Vienne. Il finit ses études en 1914 année du commencement de la guerre.

### Première Guerre mondiale
Il s'engage alors dans les Légions de Piłsudski, armée polonaise soutenue par l'empire austro-hongrois et animée par Pilsudski. Beck en tant qu'officier se distingue et obtiendra plus tard la croix Virtuti Militari. Les Légions furent dissoutes en juillet 1917 et Piłsudski arrêté par les Allemands à cause de leur refus de prêter allégeance à Guillaume II et Charles et de se battre sur un autre front que le front polonais. Beck est alors comme officier particulièrement engagé et marqué comme « politiquement suspect » par l'empire austro-hongrois, il est dégradé et intégré à une unité hongroise. Piłsudski avait créé une organisation clandestine sur les terres de Pologne occupées par les Russes, les Allemands et les Autrichiens, l'Organisation militaire polonaise (POW). Beck s'y engage. Le réseau est soutenue par l'Église catholique romaine et Beck peut se réfugier chez les curés. Il est chargé d'exfiltrer les soldats polonais membres de l'Armée rouge. Il se fait alors passer pour un colonel bolchévik jusqu'au jour où à Orel il est démasqué par la Tchéka.

### Engagement contre l'Armée rouge
Le 11 novembre 1918, il regagne Chełm et réintègre l'armée sous les ordres du général Rydz-Śmigły. La partie orientale de la Pologne restée sous domination soviétique est attaquée par surprise par Piłsudski au printemps 1919 (région de Brest-Litovsk). Après avoir atteint la Bérézina et être largement entré en Ukraine, l'armée polonaise subit un grave revers qui la conduit à défendre Varsovie à l'été 1920. Beck commandait une unité d'artillerie à cheval en Volhynie. Au cours de la progression de l'Armée rouge, Beck intègre l'entourage immédiat de Piłsudski. Le maréchal décide alors de l'affecter aux relations extérieures : il est envoyé à Bucarest, Budapest, Bruxelles, puis, étant donné ses qualités, il est nommé attaché militaire à Paris (le principal allié de la Pologne) de janvier 1922 (après la convention militaire franco-polonaise de 1921) à l'automne 1923.

### Années 1920
En 1926, Beck participe au coup d'état militaire de mai 1926 qui porte Piłsudski au pouvoir.
De 1926 à 1930, Beck est chef de cabinet du ministre des Affaires étrangères August Zaleski, puis vice-premier ministre et vice-ministre des Affaires étrangères de 1930 à 1932. Formé par Piłsudski pour appliquer la politique étrangère du pays, il est nommé en 1932 ministre des Affaires étrangères, poste qu'il conserve jusqu'au début de la Seconde Guerre mondiale.

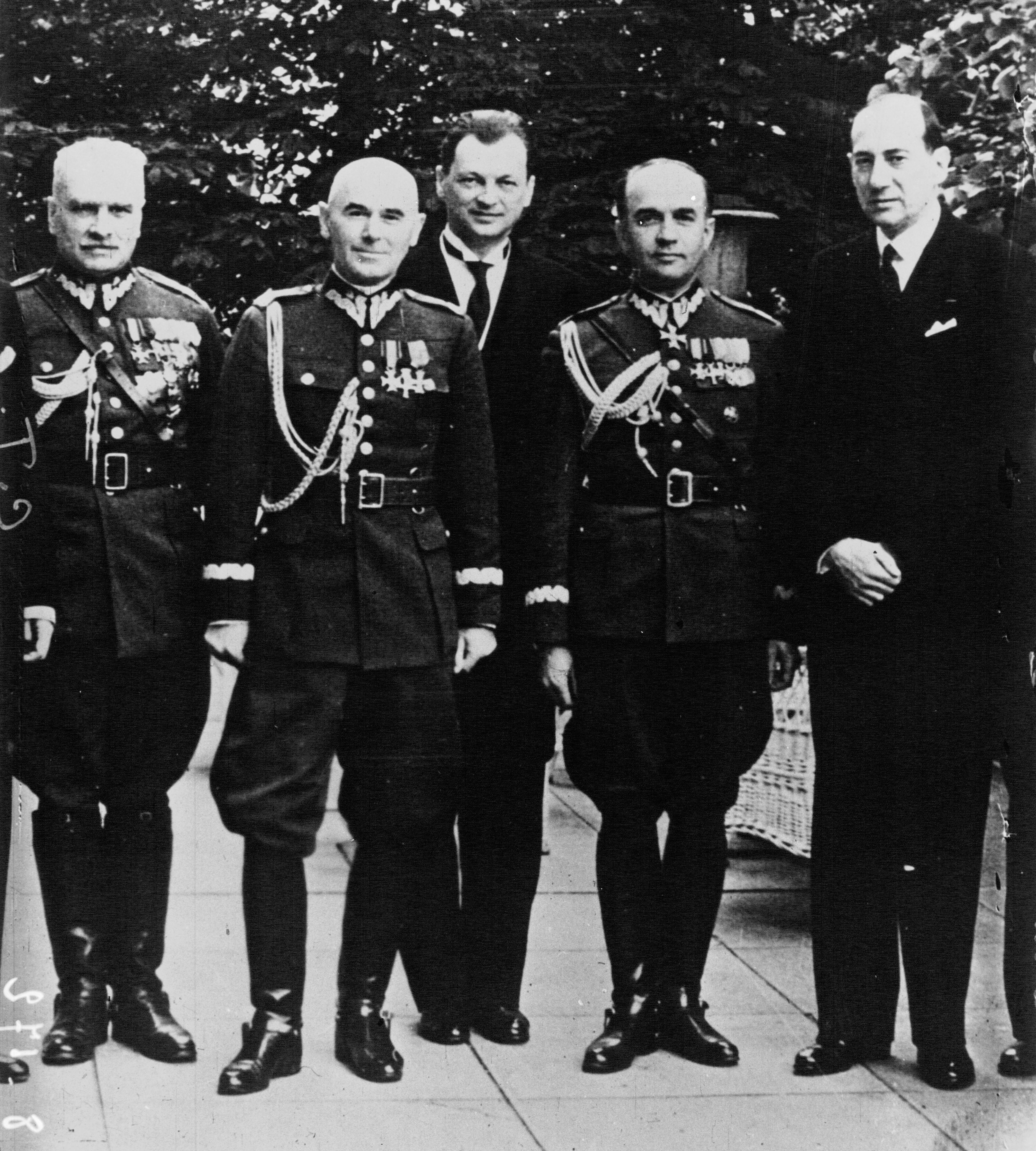
Ministres polonais en 1936. Beck est à l'extrême droite.

### Ministre des Affaires étrangères
Sans une très grande marge de manœuvre, Józef Beck s'efforce de maintenir des relations normales avec Adolf Hitler. La Pologne est alors confrontée aux volontés expansionnistes de l'Allemagne. 
Beck a la particularité de ne pas chercher l'appui de la France et du Royaume-Uni pour sauvegarder l'indépendance de son pays et écarter les menaces pesant sur lui, mais au contraire de mépriser la France et la Grande-Bretagne, et de chercher un compromis avec l'Allemagne. Dans cette optique, il signe pour son pays le pacte de non-agression germano-polonais en 1934. La même année, il s'oppose au pacte oriental, projet d'entente mené par la France qui doit garantir la stabilité des frontières orientales de l'Allemagne, puisqu'il préfère conserver le pacte germano-polonais et ne pas mettre à mal celui-ci par un autre traité auquel s'oppose fortement le Troisième Reich.
Dans le cadre du traité d'alliance entre la France et la Pologne, signé le 19 février 1921 au palais de l’Élysée, une des clause du traité prévoyait que la France et la Pologne s’engageaient « à se consulter avant de conclure de nouveaux accords intéressant leur politique en Europe centrale ou orientale ». Or la Pologne viole cette clause en signant ses accords de coopération avec l’Allemagne, en particulier lors du démembrement de la Tchécoslovaquie. « Le rapprochement de la Pologne et de l’Allemagne fut l’œuvre du maréchal Pilsudski. Son principal agent d’exécution, le colonel Beck, ministre des Affaires étrangères, était francophobe ».
C'est avec ce titre de ministre qu'il fait partie du gouvernement militaire qui dirige la Pologne de 1935, après la mort de Józef Piłsudski.

### Seconde Guerre mondiale et mort

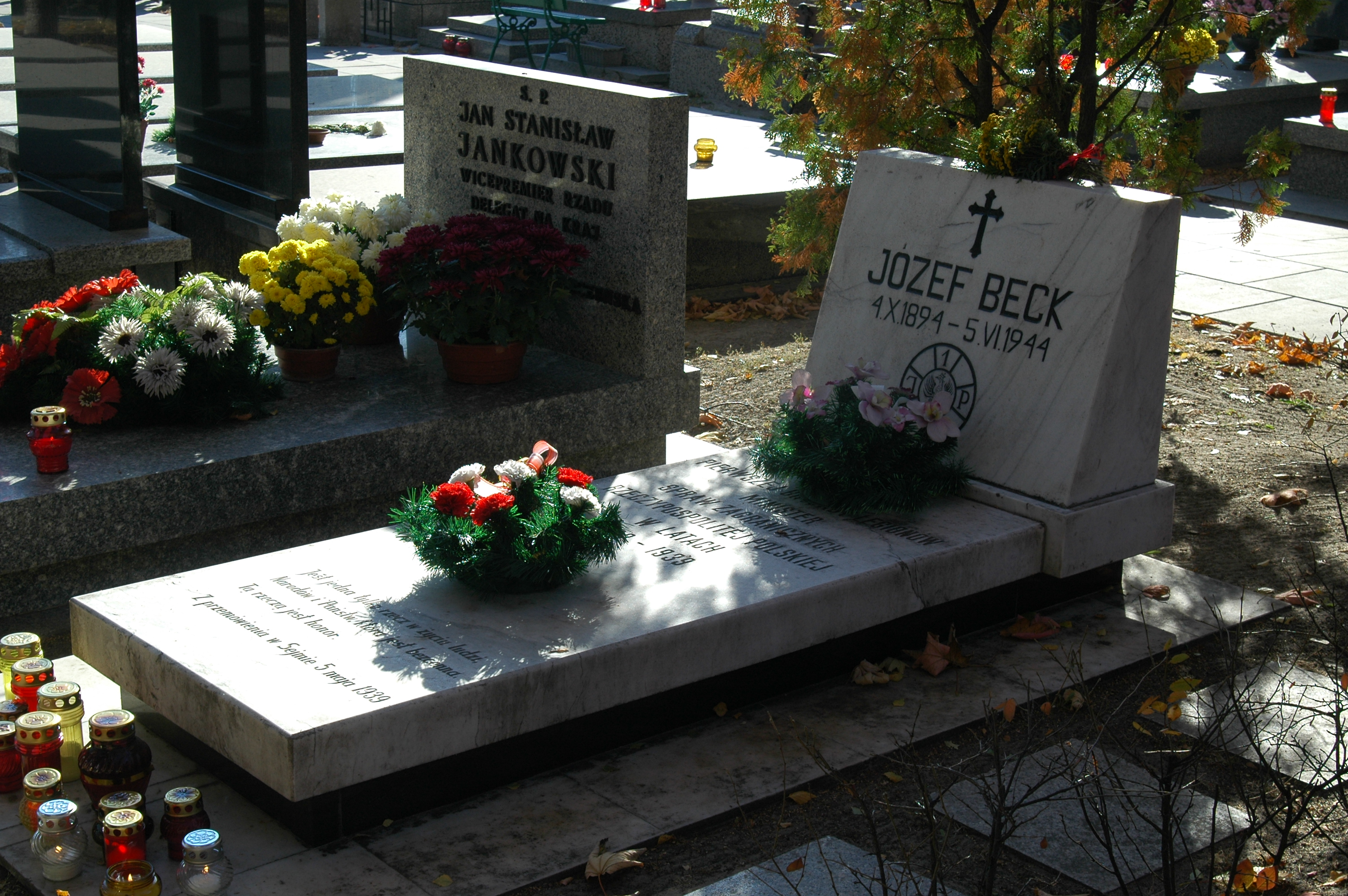
Tombe de Beck

Après l'invasion de la Pologne par les troupes allemandes en septembre 1939, les officiels polonais parviennent à gagner la Hongrie et la Roumanie, où il est interné par les autorités. C'est alors qu'il rédige ses mémoires : Ostatni raport (Rapport final).
Il meurt à Singureni, en Roumanie, le 5 juin 1944 à l'âge de 50 ans, probablement victime de la tuberculose. Ses restes ont d'abord été transférés du cimetière Bellu de Bucarest, puis au cimetière de Powązki à Varsovie en 1991.

## Héritage
Il est considéré comme un homme d'État intransigeant. Le Royaume-Uni critique son refus de laisser l'Armée rouge prendre pied en territoire polonais afin de faire une démonstration de force contre l'Allemagne. Beck est d'avis qu'une fois installés sur le sol polonais, notamment sur la partie orientale arrachée à l'Union soviétique à Riga en 1921 et peuplée de Biélorusses et d'Ukrainiens, les Soviétiques y resteront durablement. Il fait aussi partie des personnes à l'origine du plan Madagascar[réf. nécessaire], le projet de déportation des Juifs polonais sur cette île qui est discuté avec Joachim von Ribbentrop dès 1936.

## Honneurs et distinctions
- Ordre de l'Aigle blanc
- Ordre militaire de Virtuti Militari
- Ordre Polonia Restituta
- Croix de l'Indépendance avec épées
- Croix de guerre (Belgique)
- Ordre de la Rose blanche
- Commandeur de la Légion d'honneur
- Commandeur de l'Ordre royal de Saint-Sava
- Croix de l'Ordre du Christ (Portugal)

## Œuvre
- Dernier rapport : politique polonaise 1926-1939, Éditions de La Baconnière, Neuchâtel, 1951